# デイモン・ジョーンズ
デイモン・ジョーンズ（Damon Darron Jones, 1976年8月25日 - ）は、アメリカ合衆国テキサス州ガルベストン出身の元バスケットボール選手。
NBAの選手で数チームを渡り歩いたジャーニーマンである。現在はクリーブランド・キャバリアーズのアシスタントコーチ。ポジションはポイントガード、シューティングガード。191cm、86kg。

## 経歴
大学はヒューストン大学でプレイ。NBAには1997年のNBAドラフトにエントリーするも指名を受けることは出来ず、IBAとCBAでプレイした後、1998年にオーランド・マジックに入団し、NBA入りを果たすも出場機会を与えられずに解雇され、続いてニュージャージー・ネッツと契約し、1999年2月15日のマイアミ・ヒート戦で初めてNBAのコートを踏んだ。ジャーニーマンであり、このシーズン中にボストン・セルティックスに移籍、その後ゴールデンステート・ウォリアーズ、ダラス・マーベリックス、バンクーバー・グリズリーズ、デトロイト・ピストンズ、サクラメント・キングス、ミルウォーキー・バックス、マイアミ・ヒート、クリーブランド・キャバリアーズを渡り歩き、2009年以降は海外リーグでプレーし、2012年にはDリーグでプレーした。グリズリーズ以降はシーズン毎にチームを変わっているが、キャバリアーズでは2008年まで3シーズン籍を置いており、これは自身最長である。
NBAでは司令塔としてよりもシューターとして活躍。ヒート時代には先発に起用され、アベレージで11.6得点4.3アシスト、3ポイントシュート成功率では43.2%でリーグ5位という、キャリアハイと言うべき成績を残した。
2014年からはクリーブランド・キャバリアーズと傘下のカントン・チャージで "シューティング・コンサルタント" という肩書きでスタッフに加わり、2016年4月にキャバリアーズのコーチ陣に加わった。

## エピソード
リーグ随一のひょうきん者と称されることもあり、プレイよりもムードメイカーとしてチームに貢献することが多い。
得意の3ポイントシュートを沈めた直後には小躍りするような仕草で観客を楽しませる。服装も非常に派手で、ゲームやイベントなどでコートでプレイしている選手たちよりも、客席からそれを見守っているスーツ姿のジョーンズの方が目立ってしまうほどであり、NBAの服装規定が厳しくなった原因の一端はジョーンズにある言われるほどだった。私服はさらに派手である。
NBA選手の中では数少ない、中国のスポーツメーカーと契約している選手の1人でもあった。